# Takashi Rakuyama
Takashi Rakuyama (楽山 孝志, Rakuyama Takashi) est un footballeur japonais né le 11 août 1980.

## Biographie
Au cours de sa carrière, il joue au Japon, en Chine et en Russie.
Son bilan en première division japonaise est de 55 matchs joués, pour aucun but marqué.